# Luss
Luss (gael. Lus) – wieś w hrabstwie Argyll and Bute, w Szkocji. Znajduje się na zachodnim brzegu jeziora Loch Lomond, pomiędzy Tarbet i Balloch. Według danych na rok 1971 miejscowość zamieszkiwało 141 osób.

## Historia
W 1368 roku sir Rober Colquhoun otrzymał Luss w wianie. Od tego czasu wodzowie klanu Colquhoun nosili tytuł Laird of Luss. W 1603 roku miejscowość została napadnięta przez klan Macgregorów. Doszło do bitwy w pobliskiej dolinie Glen Fruin, gdzie 500 Colquhounów zostało zmasakrowanych przez 400 MacGregorów. Obecnie Luss jest pod ochroną konserwatorską ze względu na liczne dobrze zachowane zabytkowe chaty.

## Klimat
Średnia temperatura wynosi 5 °C. Najcieplejszym miesiącem jest sierpień (12 °C), a najchłodniejszym miesiącem jest styczeń (–2 °C).